# TILO (azienda)

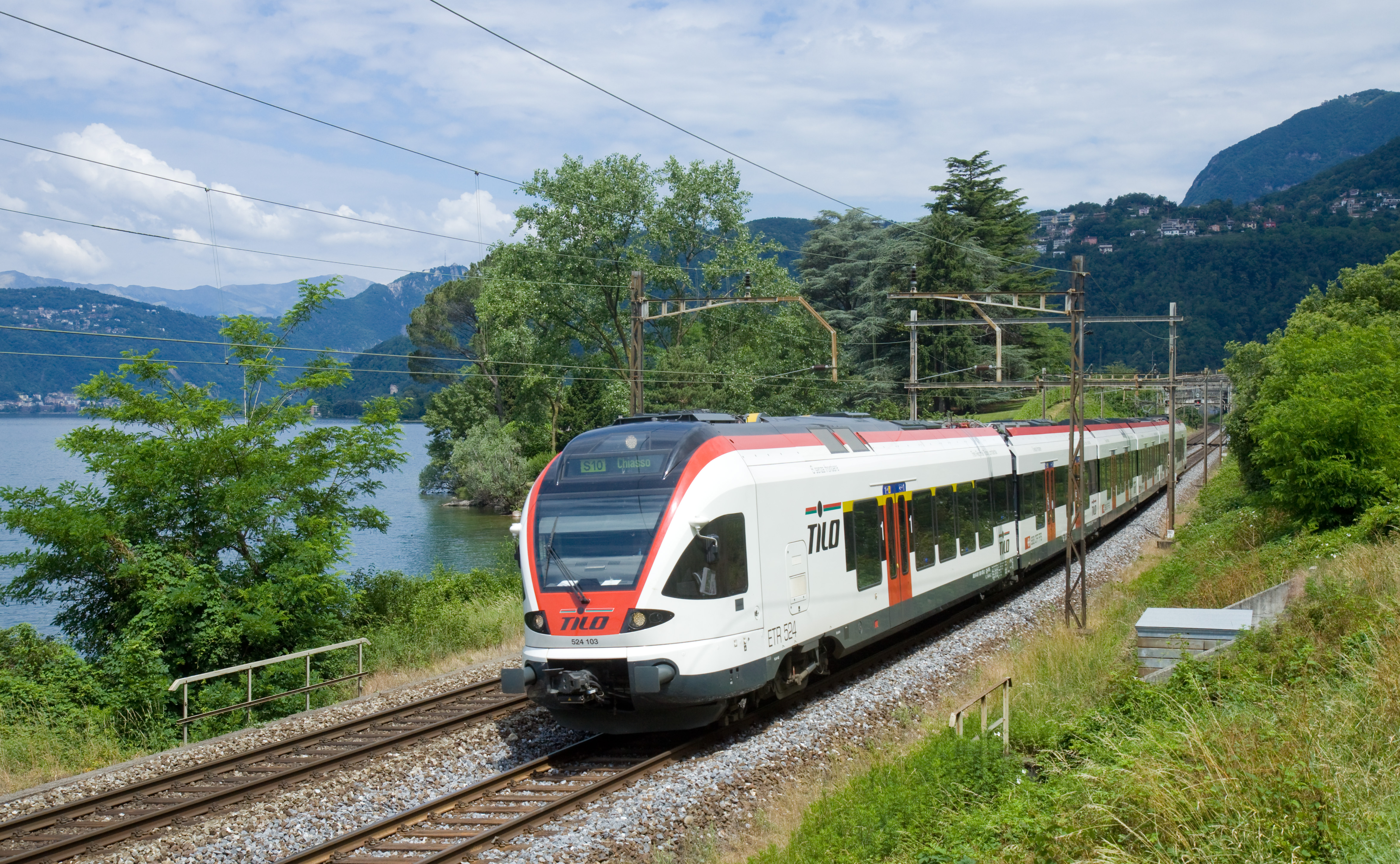
Un FLIRT TILO in servizio sulla linea S10 della Rete celere del Canton Ticino (2011).

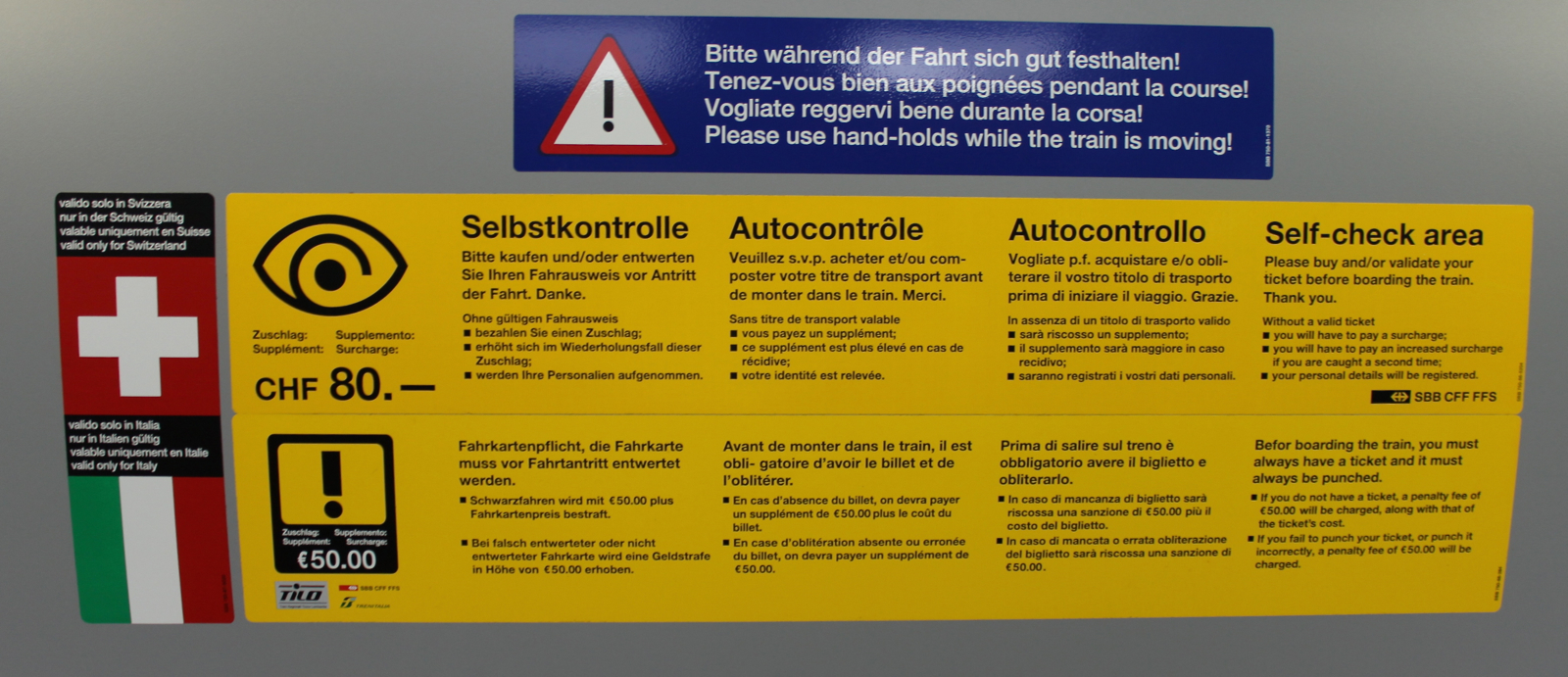
Avviso inerente alle operazioni di controllo dei titoli di viaggio a bordo di un elettrotreno TiLo.

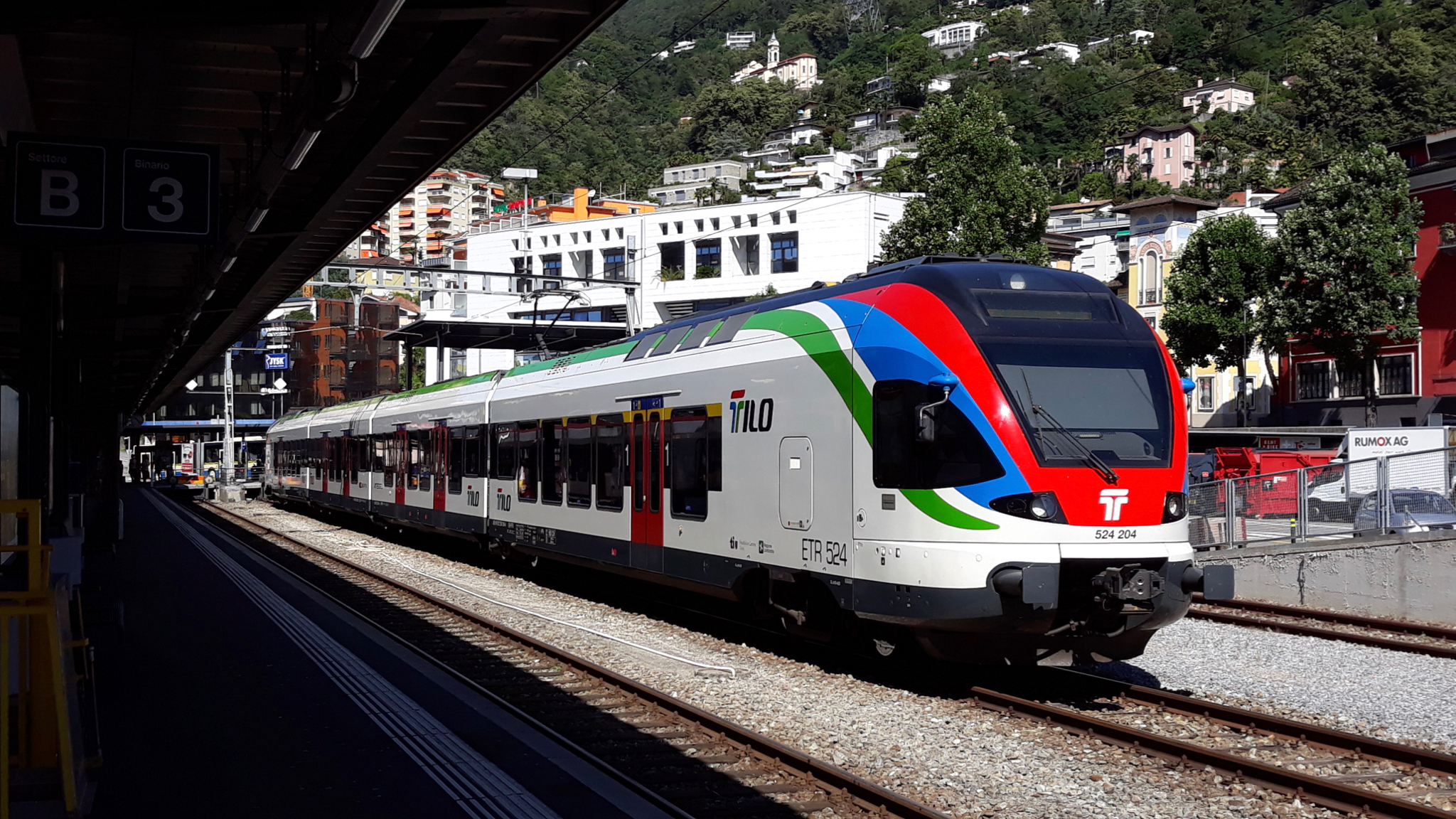
Un FLIRT TILO con la nuova livrea (2019).

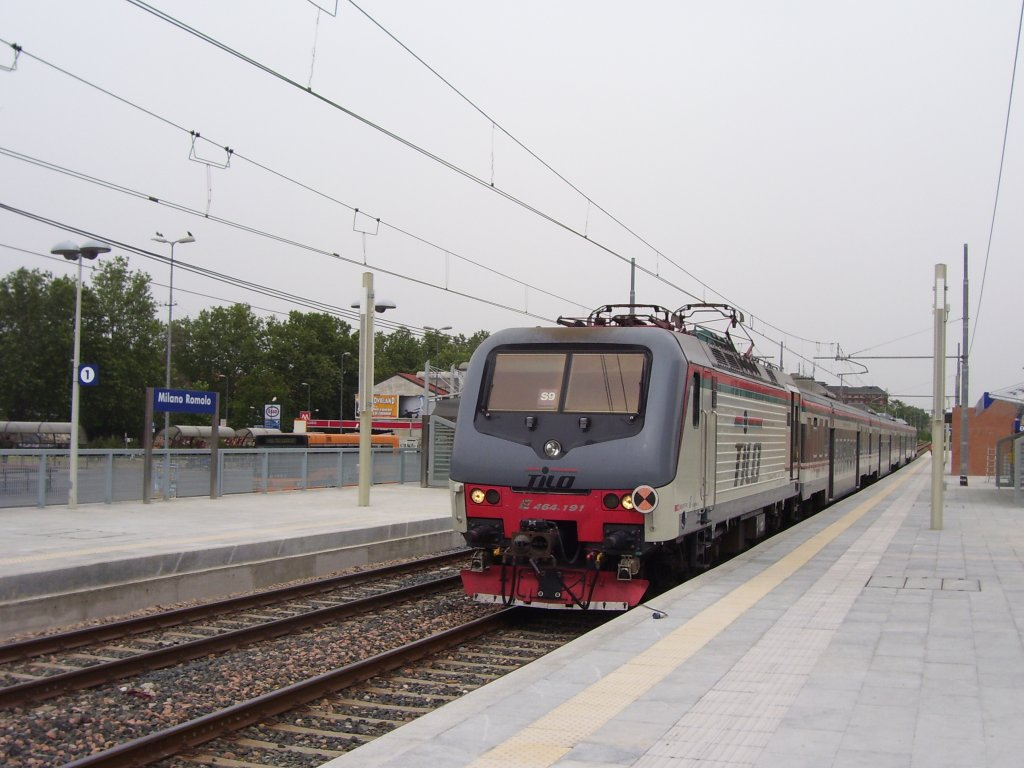
Convoglio in livrea TiLo, composto dalla locomotiva E.464.191 (serie E.464), e da alcune carrozze a piano ribassato, Stazione di Milano Romolo, anno 2006.

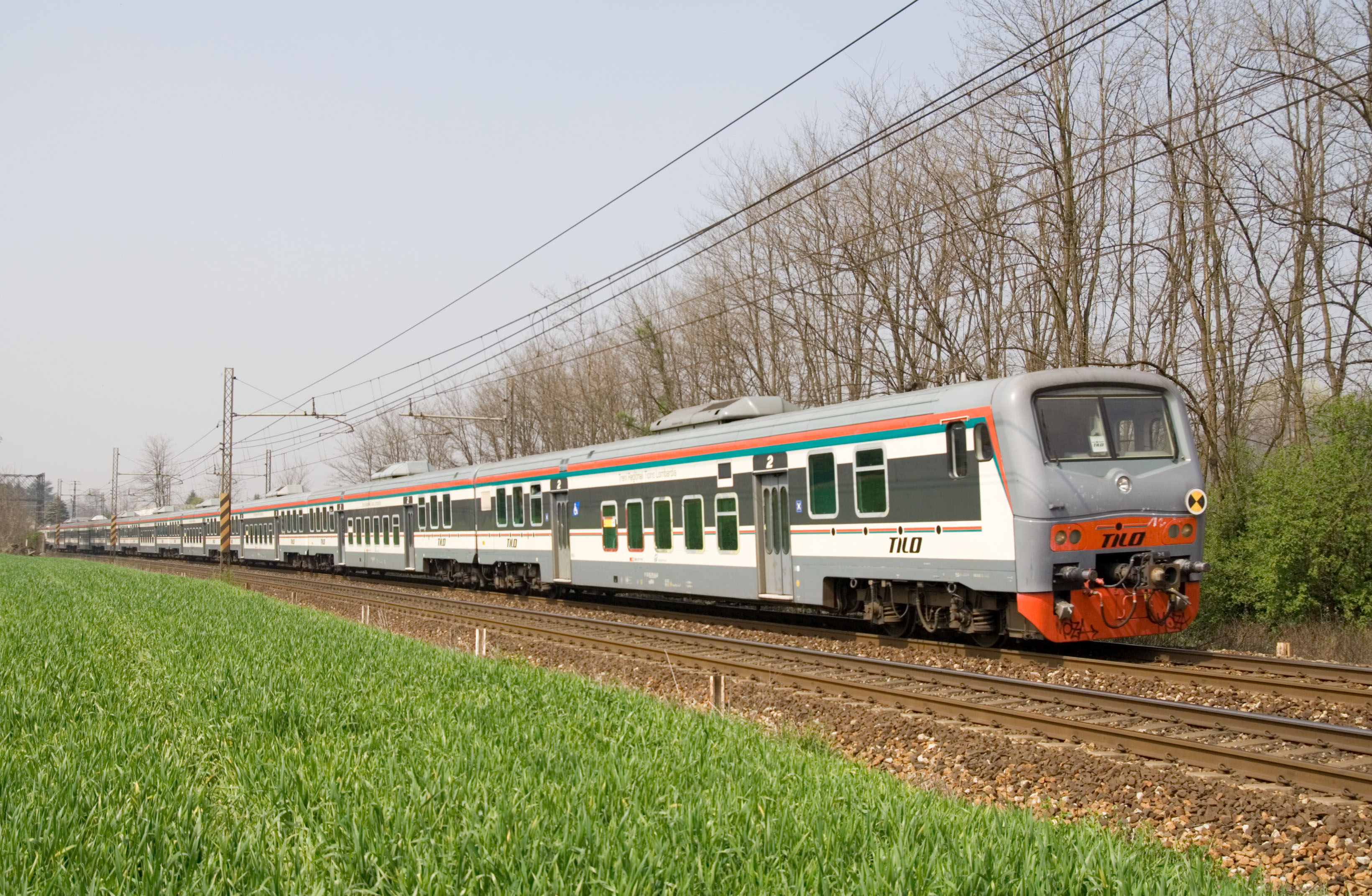
un convoglio in livrea TiLo, con in testa una carrozza semipilota a piano ribassato, anno 2007.

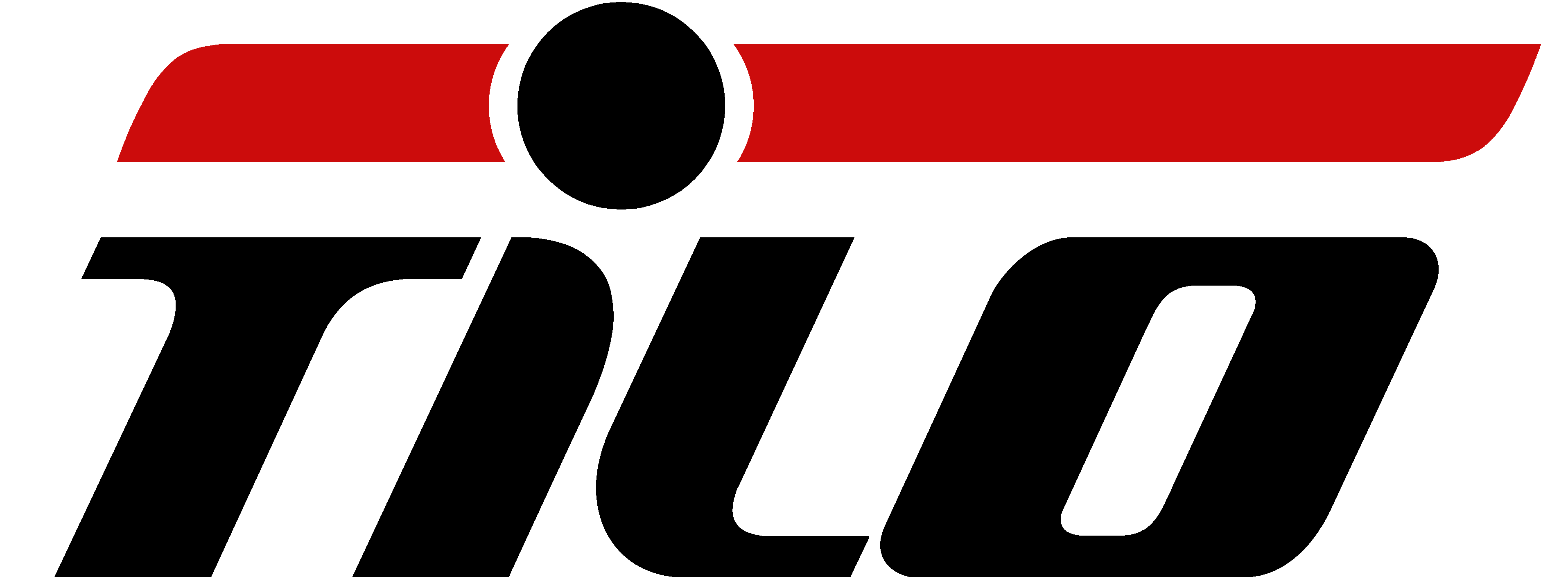
Logo "Tilo" fino al 2019.

Vecchio logo "Tilo" dell'anno 2004.

TILO S.A. (acronimo di Treni Regionali Ticino Lombardia), è un'impresa ferroviaria italo-svizzera.
Nata il 14 giugno 2004 da una joint venture paritetica (50% pro capite) tra Trenitalia (sostituita dal 10 giugno 2011 da Trenord) e le Ferrovie Federali Svizzere (FFS), ha per obiettivo lo sviluppo e la gestione del traffico ferroviario regionale transfrontaliero tra il Canton Ticino e la Lombardia. Gestisce infatti la quasi totalità della rete celere ticinese, in stretta integrazione col servizio ferroviario suburbano di Milano. Nel 2010 ha spostato la propria sede sociale da Chiasso a Bellinzona.

## Servizio ferroviario
I treni delle linee suburbane gestite da TiLo operano, nella misura in cui trovano applicazione le disposizioni tariffarie elvetiche, in regime di autocontrollo (senza biglietteria a bordo). Inoltre, rientrando essi nella categoria S-Bahn, a bordo dei convogli non è contemplata la presenza di alcun agente di scorta.
Nel 2014 la società ha trasportato 9.200.000 passeggeri sui propri treni.
In ambito elvetico il servizio ferroviario TiLo è integrato nella Comunità tariffale "arcobaleno" di Canton Ticino e Moesano.

### Linee gestite
TiLo gestisce le seguenti linee:
| Linea | Percorso                                                                                             | Nazione         |
| ----- | --- | --------------- |
| RE80  | Locarno – galleria di base Ceneri – Lugano - Chiasso - Milano                                        | Svizzera Italia |
| S10   | (Airolo –) Biasca - Bellinzona – galleria di base Ceneri - Lugano - Chiasso - Como                   | Svizzera Italia |
| S20   | Castione-Arbedo – Bellinzona – Locarno                                                               | Svizzera        |
| S30   | (Bellinzona –) Cadenazzo – Luino – Gallarate                                                         | Svizzera Italia |
| S40   | Varese – Mendrisio – Como                                                                            | Svizzera Italia |
| S50   | Malpensa T2 – Varese – Mendrisio – Lugano - galleria di base Ceneri – Bellinzona - Biasca (- Airolo) | Svizzera Italia |
| S90   | Giubiasco - linea di montagna Ceneri – Lugano (– Mendrisio)                                          | Svizzera        |

## Treni
Inizialmente il parco era composto da complessi di carrozze vicinali a pianale ribassato fornite da Trenitalia insieme ad alcune locomotive E.464 e sette complessi NPZ (Colibrí) con carrozze EW1 ed EW2 e carrozza pilota BDt dalle Ferrovie Federali Svizzere.
La flotta si compone di quaranta elettrotreni RABe 524, entrati in servizio nel maggio 2007 e appartenenti alla famiglia Stadler FLIRT e configurati ad hoc con apparecchiature politensione, onde poter operare sia sulla rete italiana che su quella elvetica. Di essi, ventitré circolano in configurazione a quattro casse e diciassette a sei casse.
A partire dal 2020 sono in consegna 19 ulteriori elettrotreni RABe 524.3 (a sei casse) e RABe 523.2 (a quattro casse) della famiglia FLIRT TSI, in particolare per il servizio nella galleria del Ceneri.
1 Elettrotreno RABe 524.3 è andato distrutto il 18 Dicembre 2024 a Sigirino è deragliato.